# جريج كيلتي
جريج كيلتي (بالإنجليزية: Greg Kiltie)‏ (18 يناير 1997 في المملكة المتحدة - ) هو مدرب كرة قدم ولاعب كرة قدم بريطاني في مركز جناح ‏. شارك مع منتخب اسكتلندا تحت 16 سنة لكرة القدم ومنتخب اسكتلندا تحت 17 سنة لكرة القدم ومنتخب اسكتلندا تحت 19 سنة لكرة القدم. أما مع النوادي، فقد لعب مع كوين أوف ساوث ونادي كيلمارنوك.

## روابط خارجية
- جريج كيلتي على موقع الاتحاد الإسكتلندي (الإنجليزية)
- جريج كيلتي على موقع قاعدة بيانات كرة القدم.إي يو (الإنجليزية)
- جريج كيلتي على موقع Soccerbase.com (لاعب) (الإنجليزية)
- جريج كيلتي على موقع Soccerway.com (الإنجليزية)
- جريج كيلتي على موقع عالم كرة القدم.نت (الإنجليزية)